# Womanizer
Womanizer (česky Sukničkář) je pilotní singl z šestého studiové alba Circus americké zpěvačky Britney Spears, který vyšel v září 2008. Womanizer zopakoval úspěchy prvního singlu této zpěvačky …Baby One More Time.

## Informace o písni
Premiéru měl singl už 26. září v amerických rádiích.
Singl ihned po vydání začal dobývat první příčky hitparád v mnoha zemích a byl i velice kladně přijat kritiky.

## Tracklist
Promo CD Single

1. Womanizer (3:47)
2. Womanizer (Instrumental) (3:47)

## Videoklip
Videoklip se natáčel v září v Los Angeles. Premiéru si odbyl 10. října na ABC v pořadu 20/20. Ve videoklipu hraje Britney několik rolí. Od manželky, přes sekretářku a číšnici, až po nahou ženu v sauně. Video bylo přijato velice kladně a je dokonce často označováno za její dosud nejlepší. Koncept klipu vymyslela sama Britney.

## Umístění ve světě
Singlu se v hitparádách velmi daří od jeho vydání. V Billboard Hot 100 po dvou týdnech zlomil historický rekord, když se z 96. pozice vyhoupnul na první místo, což se Britney Spears podařilo teprve podruhé v její kariéře, naposledy to dokázal singl …Baby One More Time, který v roce 1999 dosáhl též na první místo.
| Hitparáda (2007)  | Umístění |
| ----------------- | -------- |
| Kanada            | 1        |
| USA               | 1        |
| Austrálie         | 1        |
| Norsko            | 1        |
| Svět              | 1        |
| Itálie            | 7        |
| Nový Zéland       | 9        |
| Finsko            | 7        |
| Billboard Hot 100 | 1        |
| Billboard Pop 100 | 2        |